# Пурекари
Пурекари (на естонски: Purekkari) е нос в Естония на южния бряг на Финския залив.
Разположен е на 60 km североизточно от столицата Талин, на територията на националния парк Лахемаа. Нос Пурекари е най-северната точка от континенталната част на Естония.